# Josef Peters
Josef Peters (n. 16 septembrie 1914, Düsseldorf, Germania – d. 24 aprilie 2001, Düsseldorf, Germania) a fost un pilot de Formula 1. De-a lungul carierei a luat startul în 1 cursă, niciuna din pole-position. Nu a câștigat nicio cursă și nu a terminat niciodată pe podium, acumulând 0 puncte în întreaga activitate ca pilot de Formula 1.